# Техническо и научно творчество на младежта
Движението за техническо и научно творчество на младежта (наричано и само ТНТМ) е историческа форма на младежко движение под ръководството на ДКМС в Народна република България, започнало през 1967 г. и приключило към 1990 г.
Организацията поддържа значима материална база и контролира финансови средства. Създаден е държавен Фонд „ТНТМ“, който осигурява дейността на движението на всички нива.

## История

### Структура
Движението е поставено на обществено-държавна основа. В организационно отношение се ръководи от Димитровския комунистически младежки съюз. Научното ръководство на ТНТМ се извършва от Държавния комитет за изследвания и технологии, Министерството на народната просвета и Комитета за наука при Министерския съвет.
В проекта за Закон за младежта от 1979, чл. 50 (2) е дадено следното определение: „Движението за техническо и научно творчество на младежта е основна форма за подготовка и организирано участие на младежта в решаване на проблемите на научно-техническия прогрес.“
През 1967 г. са изградени и първите клубове за ТНТМ (въз основа на действащи дотогава школи, клубове, кръжоци – за радиолюбители, моделисти и пр., в младежки и пионерски домове). От 1969 г. съществува структурирана организация на клубовете и центровете за ТНТМ, която включва: координиращи съвети (от национални до районни, както и по организации) за ТНТМ, републикански център и окръжни, общински, районни центрове за ТНТМ, станции на младите техници и агробиолози, клубове за ТНТМ (по училища и други организации), отделни колективи и индивидуални участници.

### Дейност
За обществена оценка на постигнатите резултати ежегодно се организират прегледи за ТНТМ, завършващи с национални изложби. Първата национална изложба се открива на 9 януари 1966 г. На нея са показани 1100 експоната на млади новатори. На 18 януари 1969 г. излиза първият брой на вестник „Орбита“, който става едно от най-популярните издания в страната. Провеждат се ежегодни състезания, конкурси, като най-добрите участници се награждават. Така се поощрява изобретателността и сръчностите на децата и младежите и се съдейства за тяхното приобщаване към иновациите.
В структурата на ТНТМ се създават първите специализирани младежки клубове „Компютър“. През 1986 г. техният брой става 531, а към вече съществуващи клубове в училищата, университетите и промишлените предприятия са изградени 4215 секции за подготовка и обучение на младежта и децата в областта на програмирането и синтеза на микроелектрониката с индустриалните технологии, за създаване и използване на програмни продукти и системи. До голяма степен това е основата на успеха на България в сектора „Информационни и Комуникационни Технологии“ (ИКТ).
Признание и успех за движението за ТНТМ е домакинството на Световно изложение на постиженията на младите изобретатели ЕКСПО`85 от 4 до 30 ноември 1985 г. в Международен панаир Пловдив. То се провежда под патронажа на Световната организация за интелектуална собственост. В него участват 73 страни и са показани 10550 младежки разработки, от които 4202 са регистрирани официално като изобретения. По инициатива на движението за ТНТМ и изтъкнати български учени, сред които акад. Благовест Сендов и акад. Петър Кендеров, през 1989 с държавна подкрепа г. в Правец се провежда Първата международна средношколска олимпиада по информатика.
На 22 февруари 1990 г., на основата на съществуващите дейности на движението за ТНТМ от държавни, обществени организации и частни лица е създадена Фондация за развитие на научното и техническото творчество на младежта „Еврика“. Фондация „Еврика“ съществува и към 2017 г. като юридическо лице с нестопанска цел за обществено-полезна дейност по Закона за юридическите лица с нестопанска цел (ЗЮЛНЦ). При нейното създаване фондацията получава част от средствата от Фонд „ТНТМ“, както и частни дарения – близо 55 млн. лв. (след деноминацията – 55 хил. лв.). По тогавашния пазарен курс на лева към долара това са приблизително 2,6 млн. щ.д. Фондацията съхранява в годините на преход най-доброто от традициите на движението за ТНТМ. Имуществото ѝ е запазено и увеличено във времето. За финансиране на дейността ѝ се ползва само дохода от имущество и нови дарения, без да се изразходва самото имущество. Генерален директор на „Еврика“ става дотогавашният директор на Републиканския център за ТНТМ Васил Велев – инженер по автоматика, а понастоящем изпълнителен директор на „Стара планина Холд“ АД и председател на Управителния съвет на Асоциацията на индустриалния капитал в България.
В изпълнение на ПМС № 68 от 1990 г. активите на националния фонд за ТНТМ, както и активите на общинските фондове за ТНТМ, преминават към Министерството на индустрията и технологиите и съответните общински съвети, като впоследствие предназначението им се променя по решение на съответните държавни и общински власти и постепенно движението за ТНТМ затихва.

## Оценки
Според управляващите движението за ТНТМ изиграва важна роля за изграждане на техническа култура у подрастващите, за развиване на интерес към науката и техниката, за насочването им към технически професии.
Преди началото на демократичните промени, движението за ТНТМ е една от малкото форми за легален частен бизнес в България. Спомага за формирането и развитието на младежко предприемачество. Редица колективи и клубове за ТНТМ се регистрират като юридически лица. Създадени са 73 фирми за ТНТМ, главно в общините.